# Kościół św. Leona w Gołdapi
Kościół św. Leona Wielkiego  – rzymskokatolicki kościół parafialny należący do dekanatu Gołdap w diecezji ełckiej.

## Historia kościoła

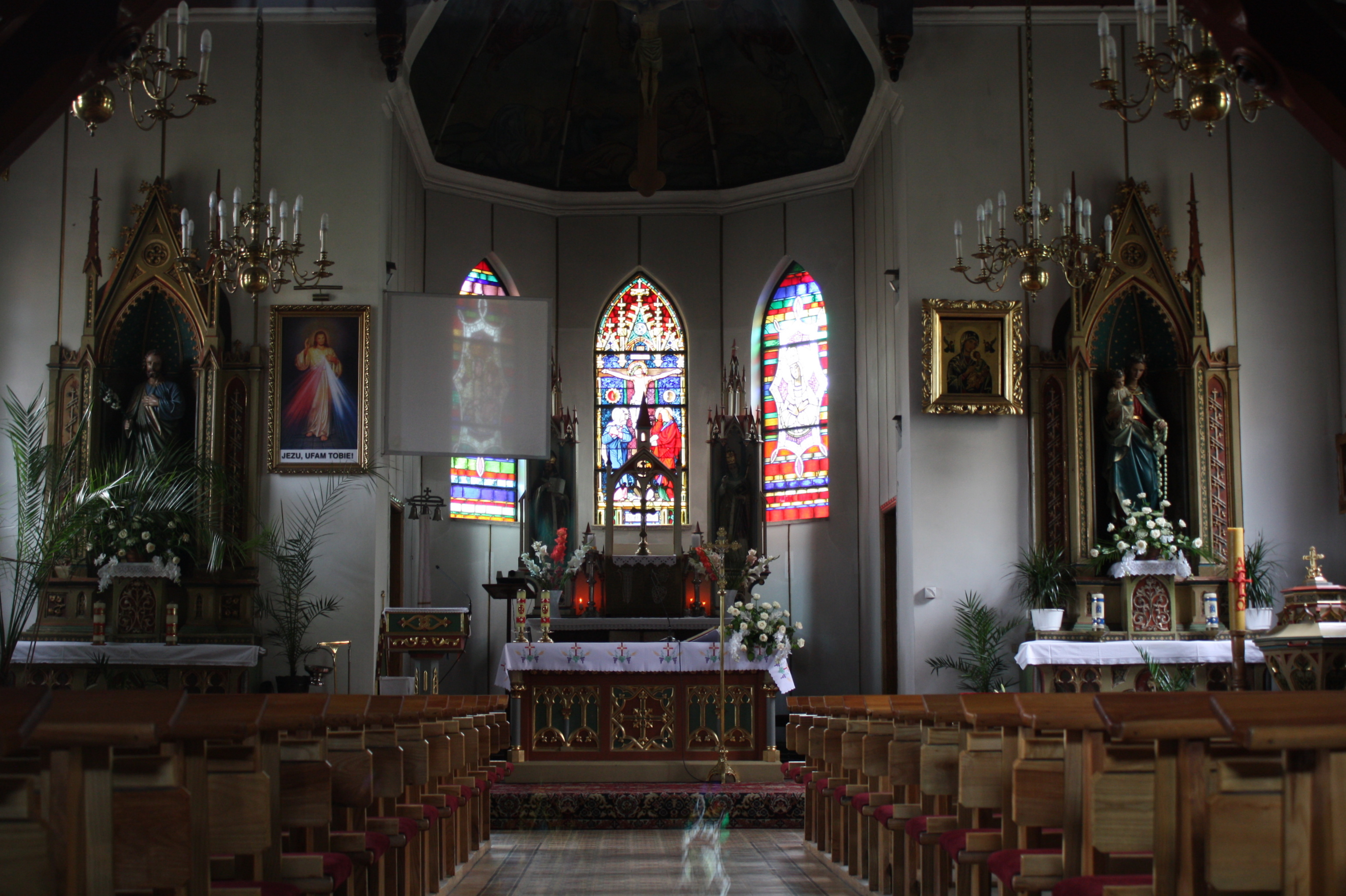
Wnętrze kościoła

Kościół wybudowany w roku 1894 w stylu neogotyckim. Prace budowlane rozpoczęły się w 1891 roku. Jest jednym z ważniejszych zabytków Gołdapi. Kościół ten ma trzy drewniane ołtarze i ambonę z baldachimem. Okna prezbiterium oraz głównego korpusu ozdabiają witraże. Od czerwca 2010 r. do końca 2011 roku przeprowadzono wymianę starych uszkodzonych witraży na nowe, zgodne z oryginalnymi. Kościół posiada 12-głosowe organy z końca XIX wieku autorstwa Eduarda Wittka. W latach 2017–2020 poddano je gruntownej renowacji, dzięki której powróciły do swojego pierwotnego stanu. Po wojnie był jedynym niezniszczonym kościołem w Gołdapi.
W dniu 16 sierpnia 1894 roku przy kościele została utworzona katolicka placówka duszpasterska, na której czele stał kapelan. W dniu 9 września tego samego roku świątynia została poświęcona, a w dniu 25 czerwca 1895 roku została konsekrowana przez biskupa Andrzeja Thiela. Dopiero w dniu 25 sierpnia 1926 roku została powołana przez biskupa Augustyna Bludau pełnoprawna parafia.